# Emanuel Ringelblum
Emanuel Ringelblum, född den 12 november 1900 i Butjatj, Galizien, död den 7 mars 1944 i Warszawa, var en polsk-judisk historiker, politiker och pedagog. Han var arkivarie för Warszawas getto och skrev bland annat krönikan "Anteckningar från Warszawas getto".
Som historiker fokuserade Ringelblum på de polska judarnas historia från medeltiden till 1700-talet. Under andra världskriget spärrades Ringelblum och hans familj in i Warszawas getto. I gettot ledde Ringelblum en hemlig grupp, Oyneg Shabbos (jiddish för "sabbatsglädje"), som samlade dagböcker, dokument och officiella förordningar för eftervärlden. Ringelblum var även aktiv i en organisation som hjälpte svältande i gettot. Kort före upproret i Warszawas getto våren 1943 rymde Ringelblum och hans familj från gettot till ett gömställe i en annan del av Warszawa. I mars 1944 upptäckte Gestapo gömstället och avrättade familjen Ringelblum.